# Xã Spencer, Quận Harrison, Indiana
Xã Spencer (tiếng Anh: Spencer Township) là một xã thuộc quận Harrison, tiểu bang Indiana, Hoa Kỳ. Năm 2010, dân số của xã này là 1.855 người.